# Meteor (automobile)
Pour les articles homonymes, voir Meteor.
Meteor était une marque automobile du groupe Ford du Canada Limitée (en anglais : Ford Motor Company of Canada) de 1949 à 1976 afin de proposer des automobiles Ford rebadgées (en) aux concessions Mercury. La marque n'apparaît pas pendant les années modèles 1962 et 1963, lorsque le nom a été utilisé pour les Mercury Meteor également vendues aux États-Unis. Elle succède à la Mercury 114, une Mercury spécifique au marché canadien basée sur la Ford, le nom « 114 » faisant référence à l'empattement de la voiture.
Elle complétait les automobiles Mercury des segments intermédiaire et haut de gamme, permettant aux concessionnaires Mercury-Lincoln canadiens de vendre sur le marché à bas prix, concurrençant les modèles Pontiac et Dodge spécifiques au marché canadien où les réseaux de distributions dans les petites communautés faiblement peuplées mettaient à mal les vendeurs ne proposant que des automobiles chères, poussant à développer une gamme complète de modèles dans les catégories de prix bas et moyen. De même, les concessionnaires Ford canadiens proposaient la Monarch, une marque de voitures basées sur les modèles Mercury, afin de rivaliser notamment avec Oldsmobile.
De 1949 à 1959, Meteor se classait généralement au quatrième rang des ventes globales au Canada, derrière Chevrolet, Ford et Pontiac.

## Histoire

### Origines

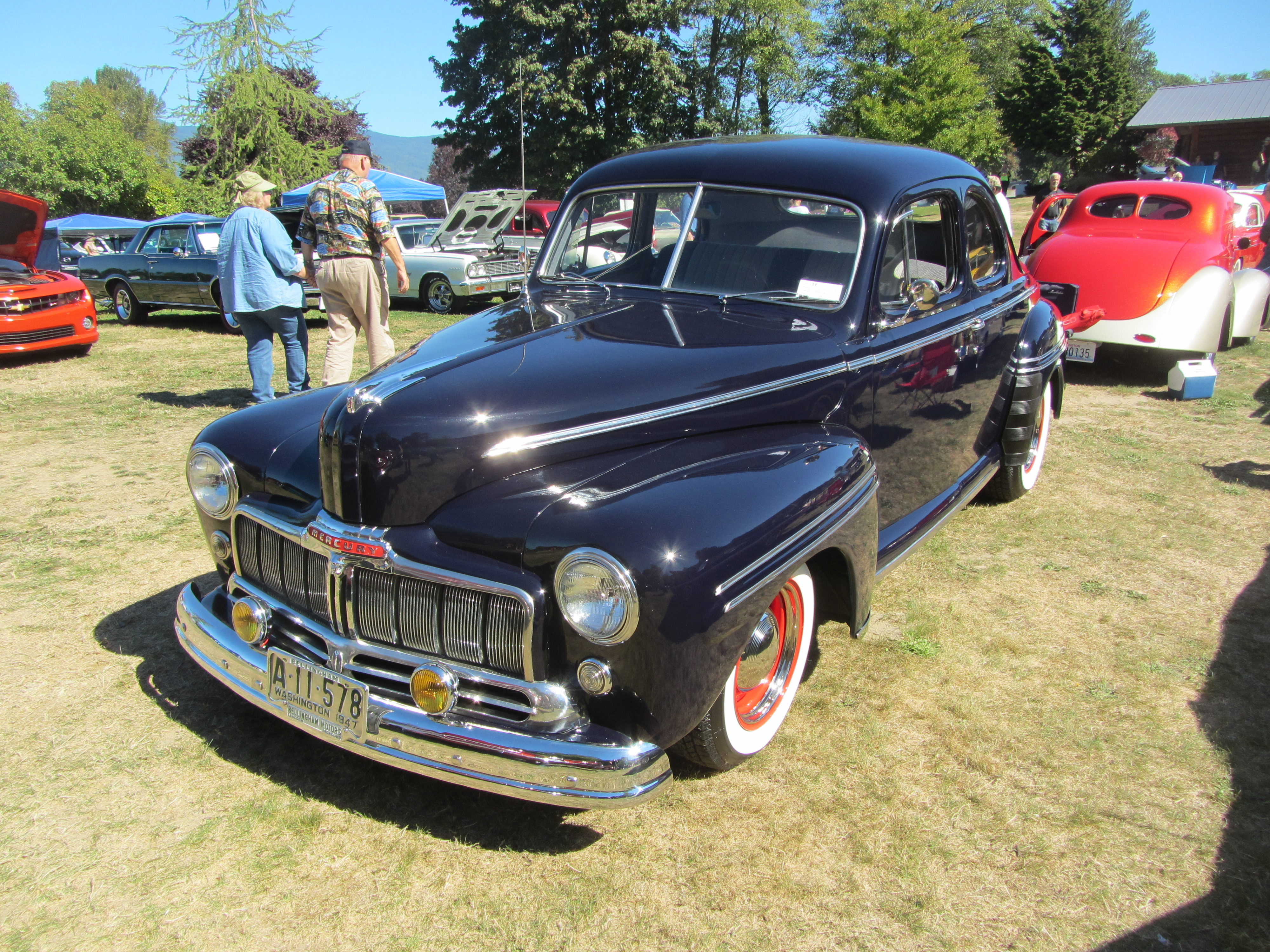
Mercury 114 de 1947 en version coupé.

La marque Mercury fait son apparition en 1939 sous l'insistance d'Edsel Ford — Henry Ford y était opposé — conscient que tout un segment du monde automobile échappait au groupe Ford au fur et à mesure que se développe la classe moyenne, soucieuse de se distinguer en favorisant les marques du segment intermédiaire telles que les Pontiac, Buick ou Dodge et DeSoto du groupe Chrysler. Les automobiles Lincoln, comparable aux Cadillacs, étaient réservées aux classes supérieures et le lancement de la Lincoln-Zephyr V12 en 1936 était loin de combler le vide entre ce modèle et la Ford Deluxe. Les automobiles Mercury sont d'emblée commercialisées sur tous les marchés dont celui du Canada. À ce moment, les concessions Ford ajoutent simplement des automobiles Mercury dans leur salle d'exposition car il n'est pas encore question de séparer les réseaux de distribution. 
Au lendemain de la Seconde Guerre mondiale, les marques Ford et Lincoln-Mercury sont désormais vendues dans des concessions séparées ce qui réclame des ajustements donnant naissance à des modèles inconnus aux USA. Les points de vente Lincoln-Mercury — il y en a 353 en 1947 — voient apparaître en 1946 la gamme d'automobile Mercury 114 reprenant les différentes carrosseries et la motorisation des automobiles Ford . Pour les mêmes raisons, des camions Mercury sont produits jusqu'en 1968. Dans les points de vente Ford, des automobiles de la nouvelle marque Monarch sont commercialisées en reprenant des carrosseries et la motorisation des Mercury avec un aspect extérieur différent ; les modèles 1946 à 1948 rappellent fortement les Fords correspondantes, leur aspect s'en écarte par la suite.

### 1949-1951

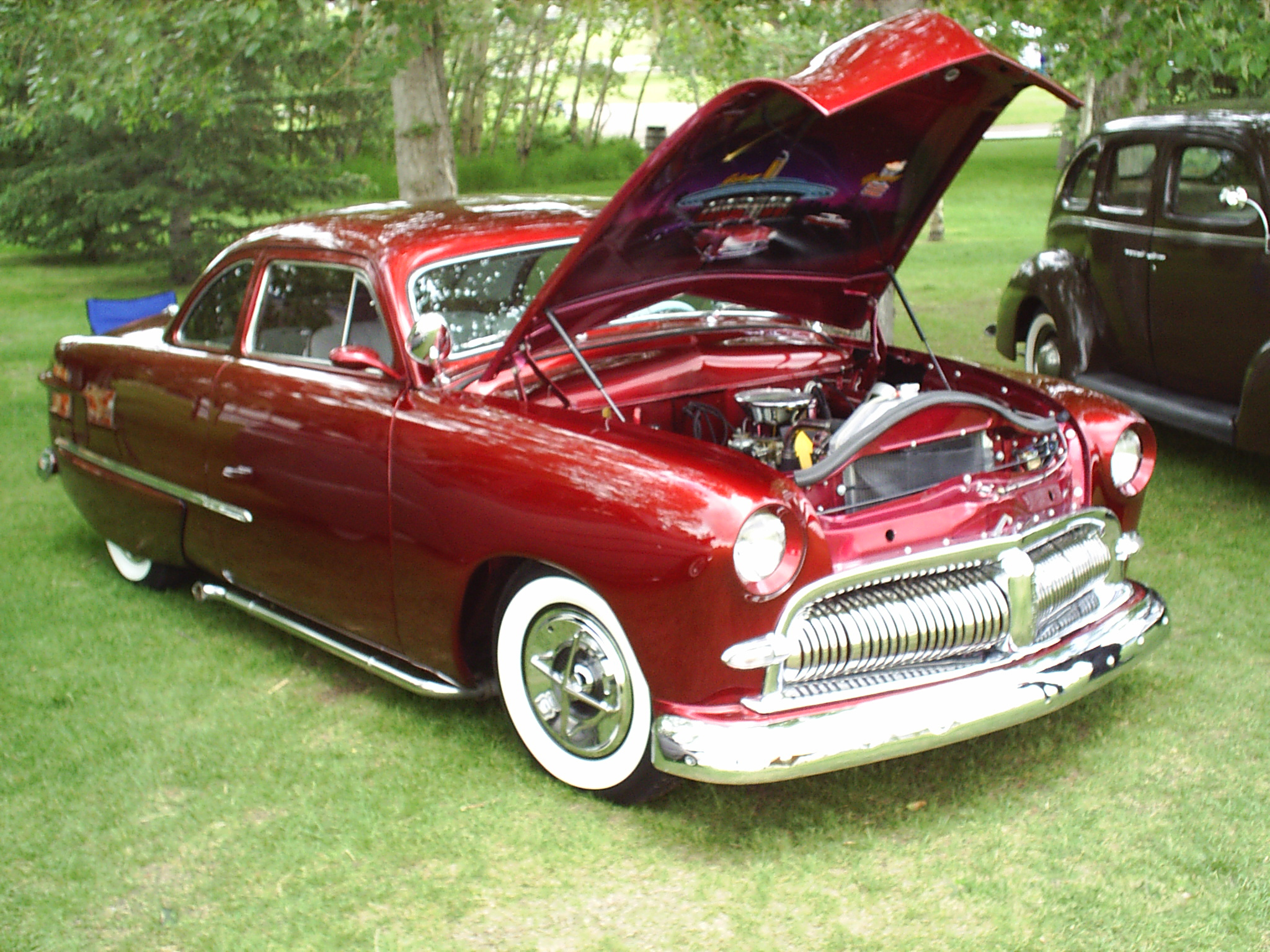
Coupé de 1949 (version customisée).

À partir de l'année-modèle 1949 — qui débute au cours de l'année 1948 — le modèle 114 est remplacé par la nouvelle marque Meteor qui repose sur le même principe mais sous une licence distincte, pour ne pas entamer le positionnement plus haut de gamme de la Marque Mercury en y incluant des automobiles bas de gamme ; ce parti pris ne sera en revanche pas adopté par le groupe rival Chrysler qui se contente de produire des modèles spécifiques plus petits et incluant des versions à la finition inférieure dans les gammes Dodge et DeSoto tandis que General Motors avec sa marque Pontiac fait de même avec sa production nord-américaine avant d'introduire les marques Beaumont et Acadian dans les années 1960.
1949 est aussi l'année où les anciennes carrosseries en production depuis 1941 sont remplacées par des modèles entièrement nouveaux de disposition Ponton faisant fi pour les Ford des ailes en relief. Les Meteor de 1949 à 1951 sont de fidèles copies des Ford correspondantes sur le plan mécanique avec une calandre d'abord empruntée aux Mercury et un tableau de bord Ford où un sigle en étoile orne le volant. Le moteur Ford à six cylindres n'est pas employé sur les automobiles du groupe au Canada. À la place, le V8 « Flathead » à soupapes latérales de 239 pouces cubes (3 916,51 cm3) est employé ; il produit 100 chevaux impériaux (101,39 ch).
L'année-modèle 1949 comprend un total de sept variations avec des berlines à deux et quatre portières ainsi que le coupé club disponibles à la fois en finition Custom et Deluxe tandis que le coupé utilitaire "Business" est réservé à la gamme Deluxe, la moins chère des deux. L'année 1950 voit apparaître deux modèles issus du catalogue Ford : un coupé-cabriolet et un fourgon familial (break) Woody à deux portes désigné "wagonnette" pour le marché francophone. Le seul modèle d'automobile vendu par Ford aux USA à ne pas avoir d'équivalent canadien est le modèle deux-portes en finition Crestliner. En 1951, l'impossibilité d'adapter la nouvelle calandre des Mercury à la carrosserie Ford motive la création d'une grille spécifique qui n'est pas sans rappeler celle des Monarch de 1951. Comme en 1950, la gamme est divisée entre Deluxe et Custom Deluxe. Bien que ne figurant pas au catalogue initial, 1951 est l'année où Ford et Meteor introduisent le coupé Victoria de disposition hardtop sans montant B,. C'est aussi l'année où apparaît le sigle Meteor en forme d'étoile à quatre branches ; de dimensions très discrètes, il est alors positionné sous l'arête centrale du capot, au-dessus du lettrage Meteor.

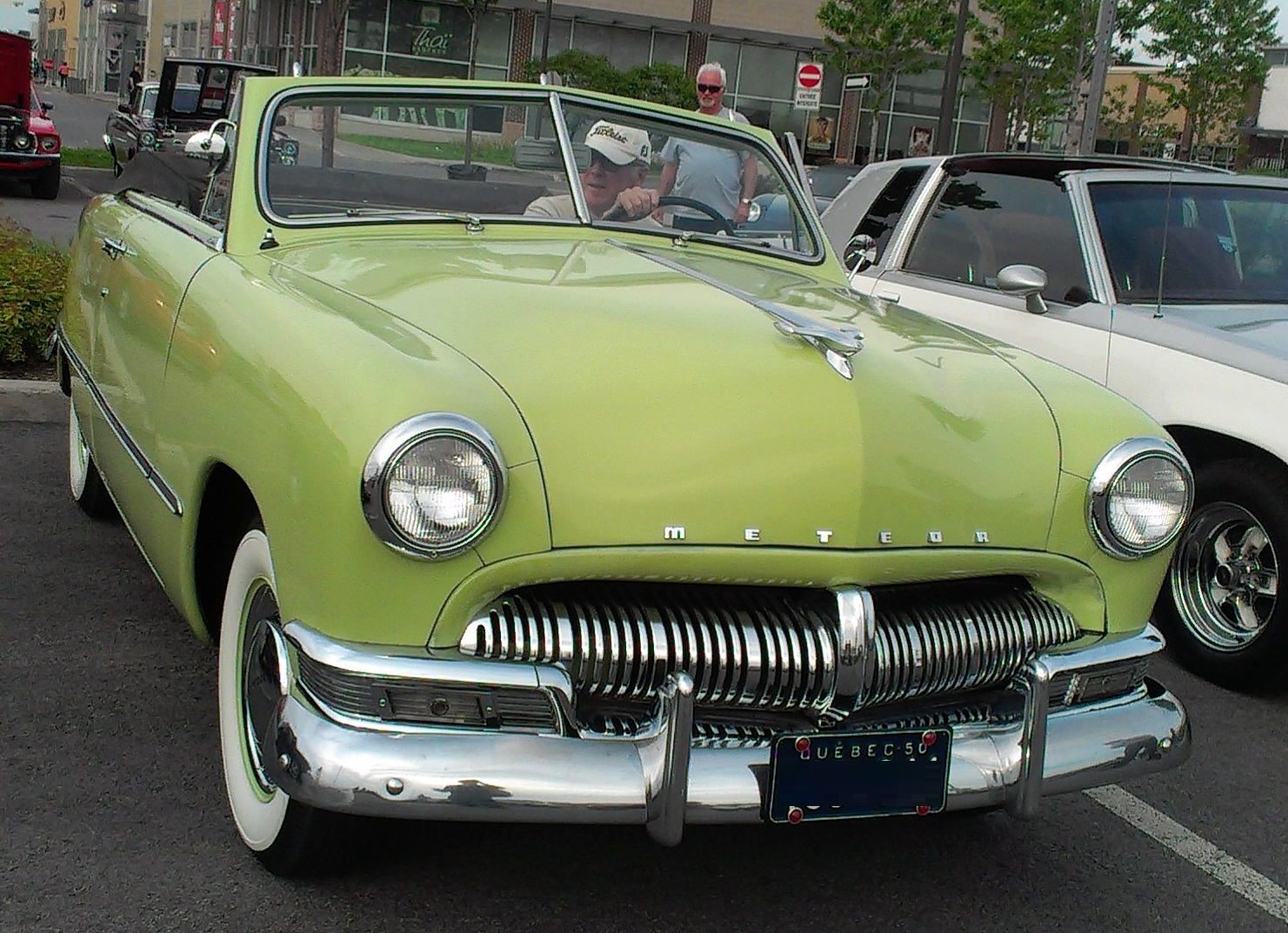
Décapotable de 1950.
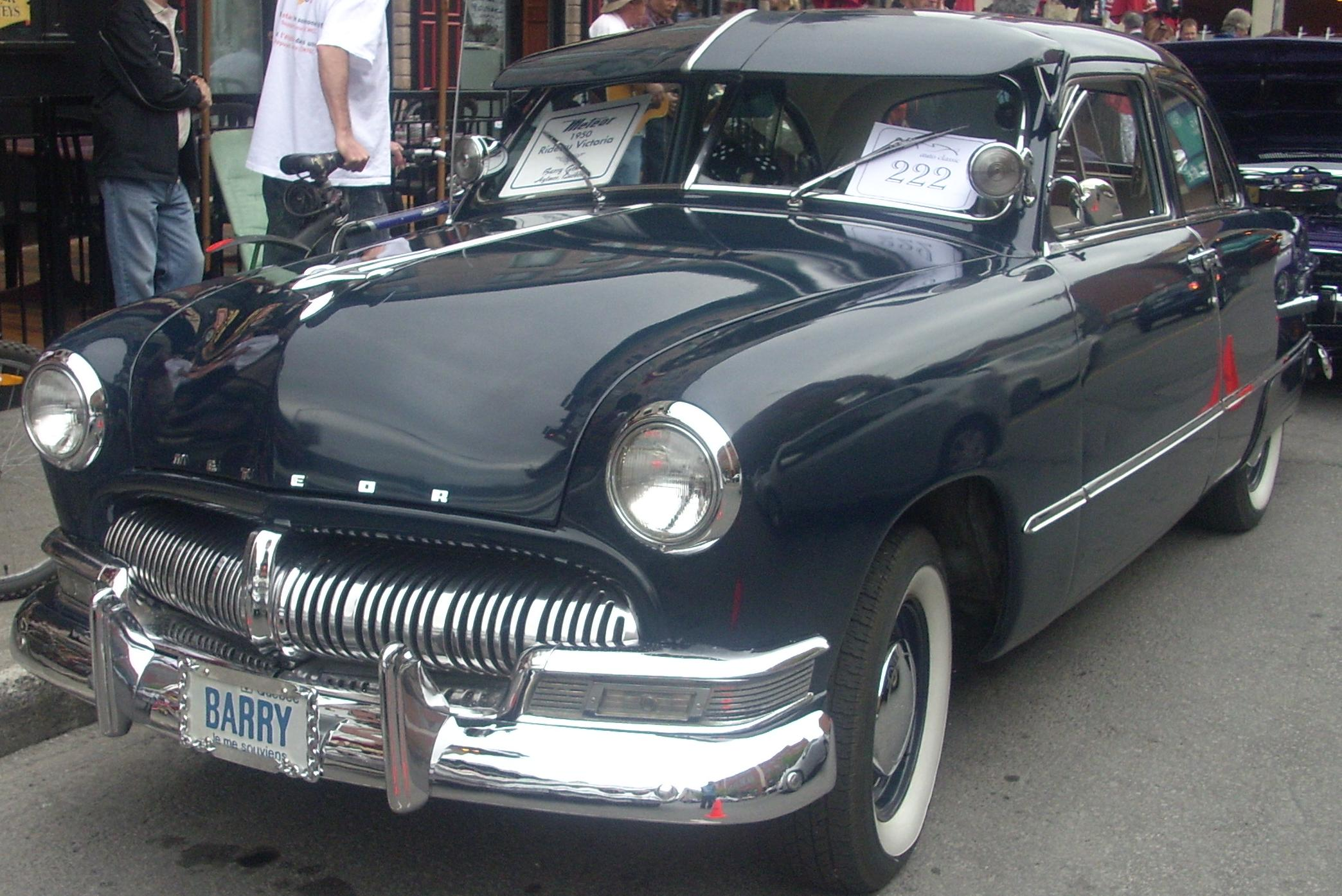
Berline deux portes.
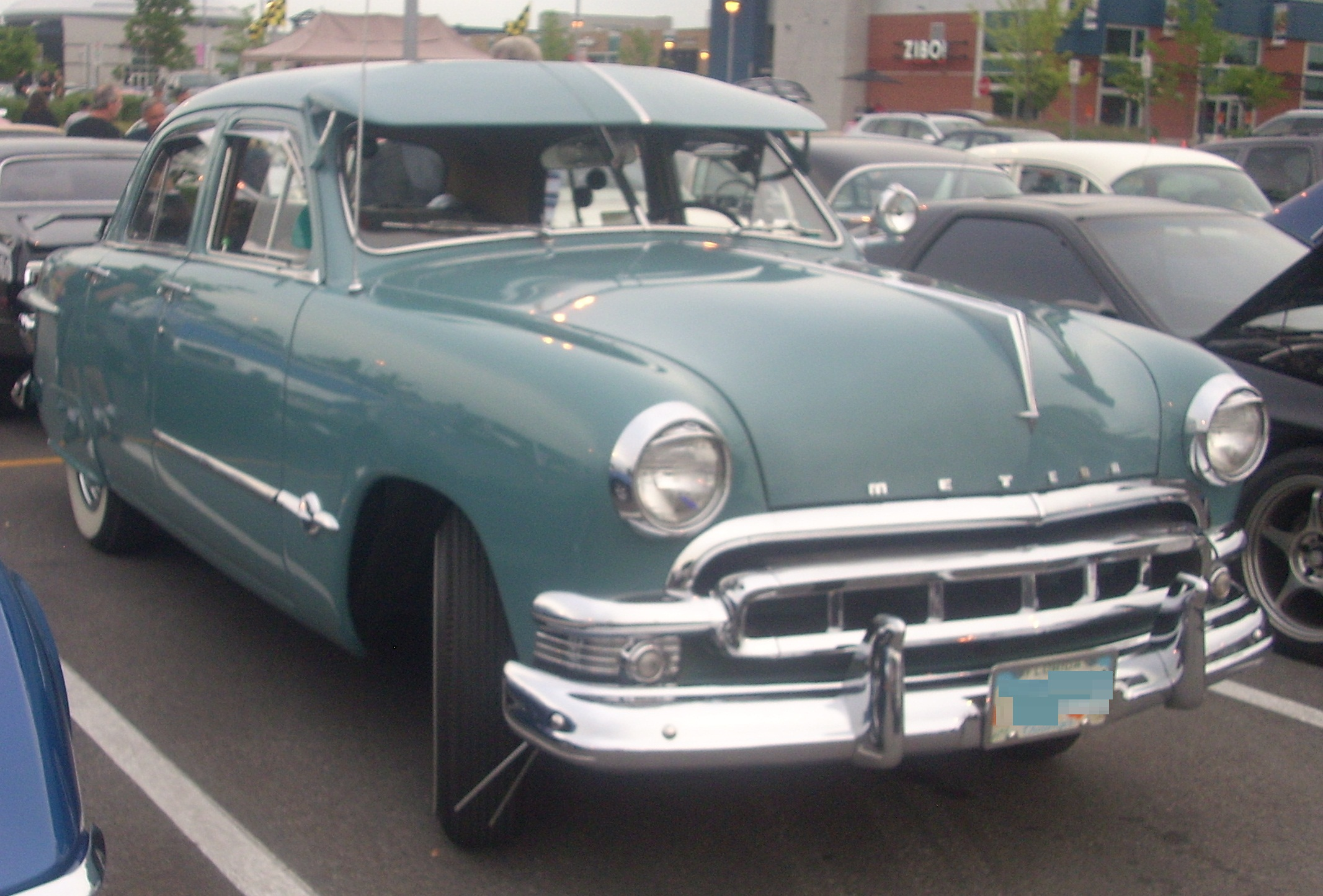
Berline quatre portes (1951).
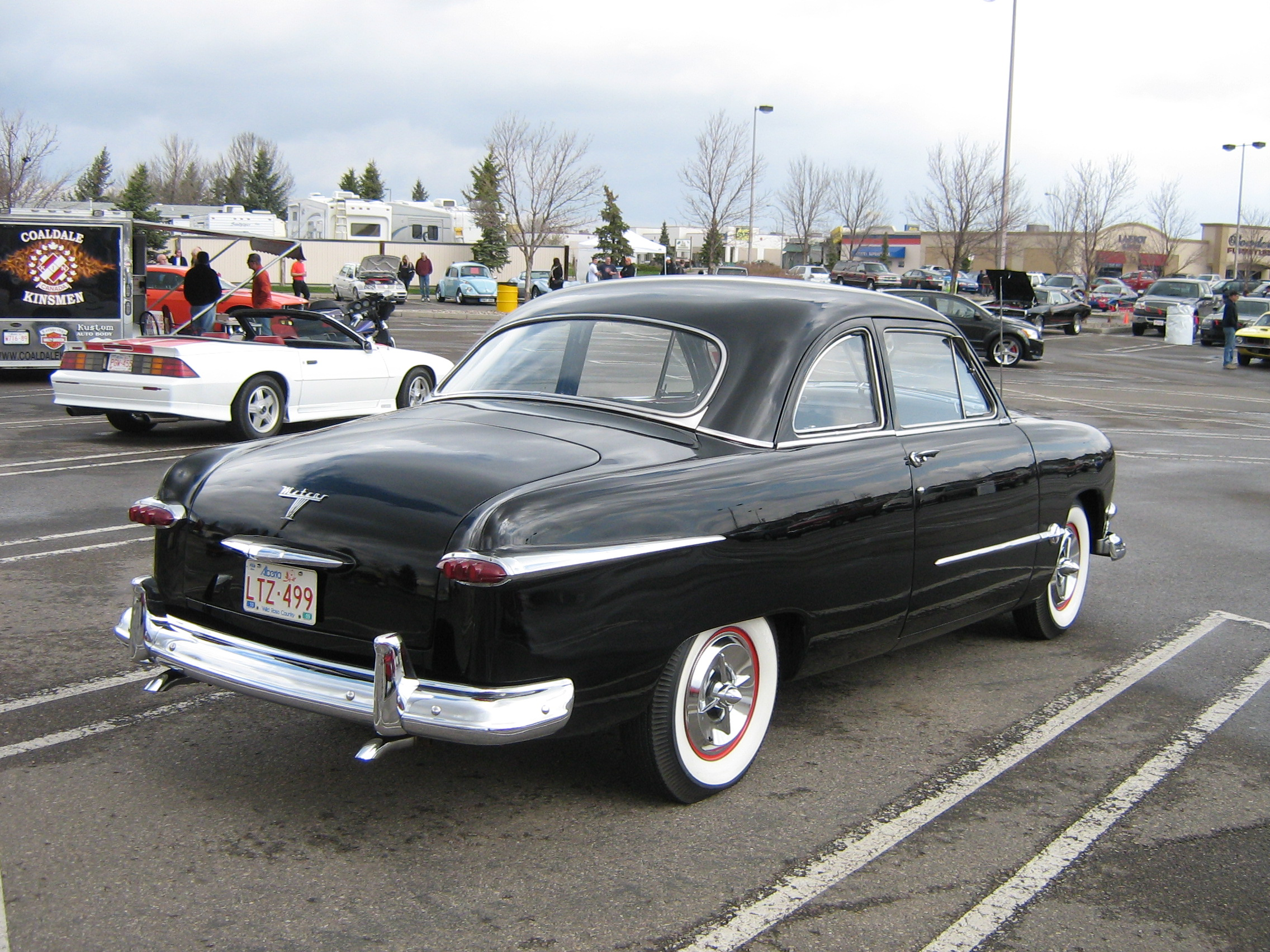
Coupé club Custom Deluxe.

### 1952-1954
Les automobiles de la marque Ford adoptent une nouvelle carrosserie aux vitrages plus généreux. Le pare-brise avant n'a plus de montant central et la lunette arrière se prolonge sur les côtés sur tous les modèles, reprenant la forme de celle du coupé hardtop.. Extérieurement, le modèle Meteor de 1952 adopte une calandre avec une barre chromée massive avec trois protubérances en son centre tandis que les feux arrière de section ronde se distinguent par leurs optiques pointues. L'étoile à quatre branches est désormais bien visible sur le capot et apparaît aussi sur le coffre. Les trois gammes des modèles Ford sont transposées sous les appellations Mainline et Customline. Cette dernière ajoute le cabriolet et le coupé Victoria aux berlines 2 et 4 portes et au coupé Club tandis que la série Mainline inclut des berlines 2 et 4 portes ainsi que deux modèles de wagons deux-portes de construction métallique apparus cette année : le Sedan Delivery dépourvu de fenêtres et le Ranch Wagon pourvu d'une banquette arrière escamotable. Les nouvelles familiales à quatre portes introduites par la marque Ford (Country Squire à revêtement bois et Country Sedan) sont absents du catalogue Meteor tandis que le coupé utilitaire disparaît de l'assortiment Meteor. Les versions haut de gamme reprennent une planche de bord de Mercury et sont dotées d'un moteur "Fury" de 120 chevaux impériaux au lieu de 110. Sa cylindrée de 255 po3 (4 155 cm3) est la même que sur les automobiles Mercury mais ce moteur de puissance légèrement moindre provient de la gamme des camions de Ford Canada.
En 1953, les types de carrosserie sont les mêmes mais leur répartition est modifiée : le cabriolet et coupé Victoria intègrent la gamme Crestline et le fourgon sans fenêtres latérales basé sur le Ranch Wagon, appelé Courier chez Ford, quitte la gamme Mainline pour être simplement appelé Sedan Delivery. L'aspect extérieur du modèle 1953 intègre désormais le logo en étoile au milieu de la calandre dont la barre centrale s'incurve vers le bas en forme d'aile de mouette.
Contrairement aux USA, le moteur V8 « Flathead » à soupapes latérales conçu avant-guerre est conservé un an de plus. Le 255 est l'équipement standard des versions du milieu et haut de gamme. L'innovation de cette année est le remplacement des noms issus du catalogue Ford par des noms canadiens, une tradition qui persistera jusqu'à la fin de Meteor. Le modèle Mainline est remplacé par Meteor sans autre nom, la Niagara remplace la Customline et la Rideau se substitue à la Crestline et intègre comme chez Ford des carrosseries de berlines ; ces deux dernières cèdent la place en milieu d'année à la version Special au tableau de bord façon Ford. La barre incurvée du modèle 1953 adopte désormais une forme de V avec une étoile moins large. Le modèle Meteor de base comporte des berlines 2 et 4 portes et un Ranch Wagon, les Niagara ajoutent à ces trois versions la familiale quatre portes Country Sedan tandis que les Rideau proposent une berline quatre portes, un coupé décapotable, un coupé Victoria et le victoria Skyliner pourvu d'un toit panoramique en verre acrylique teinté,.

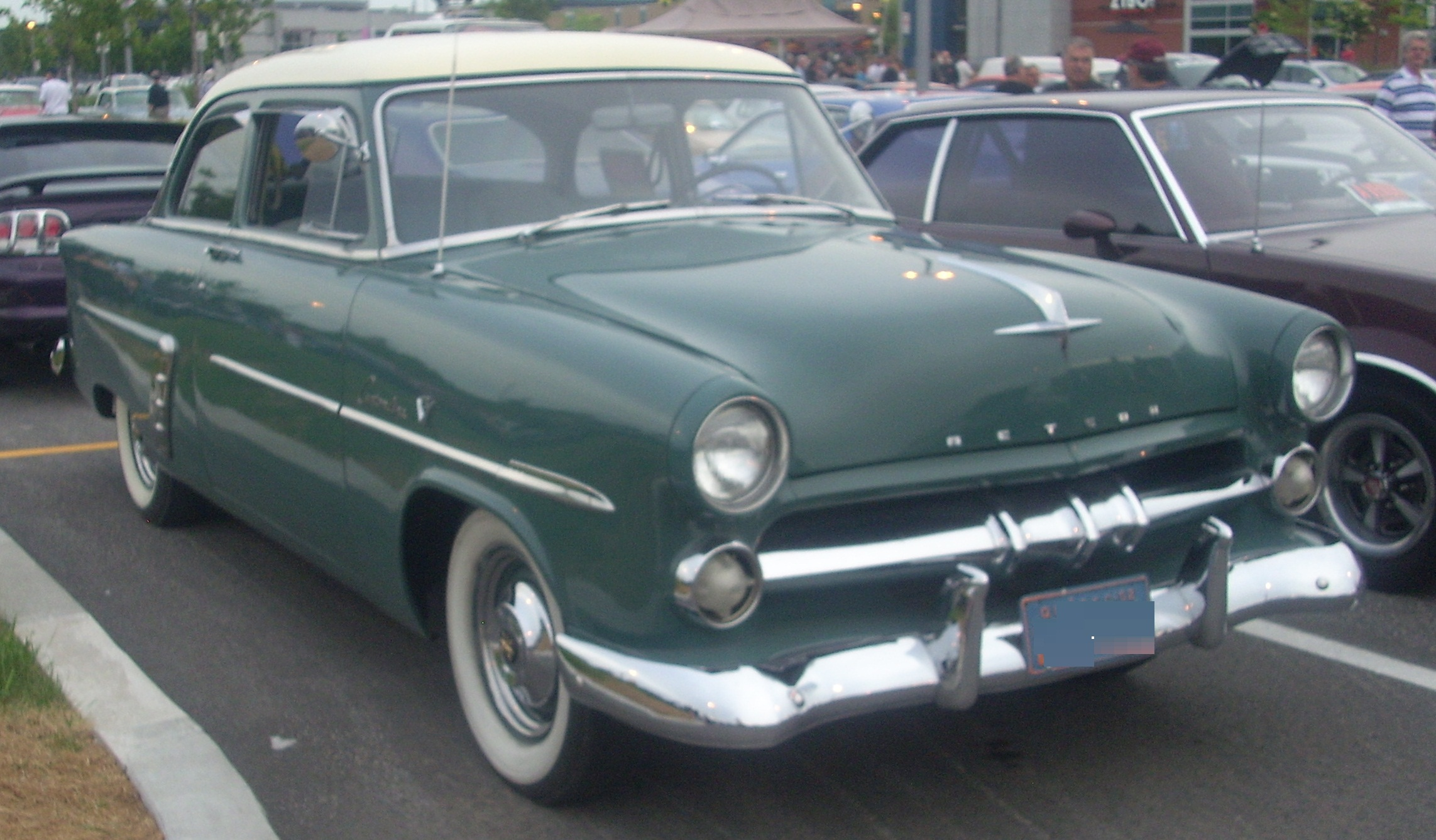
Berline Customline deux portes de 1952.
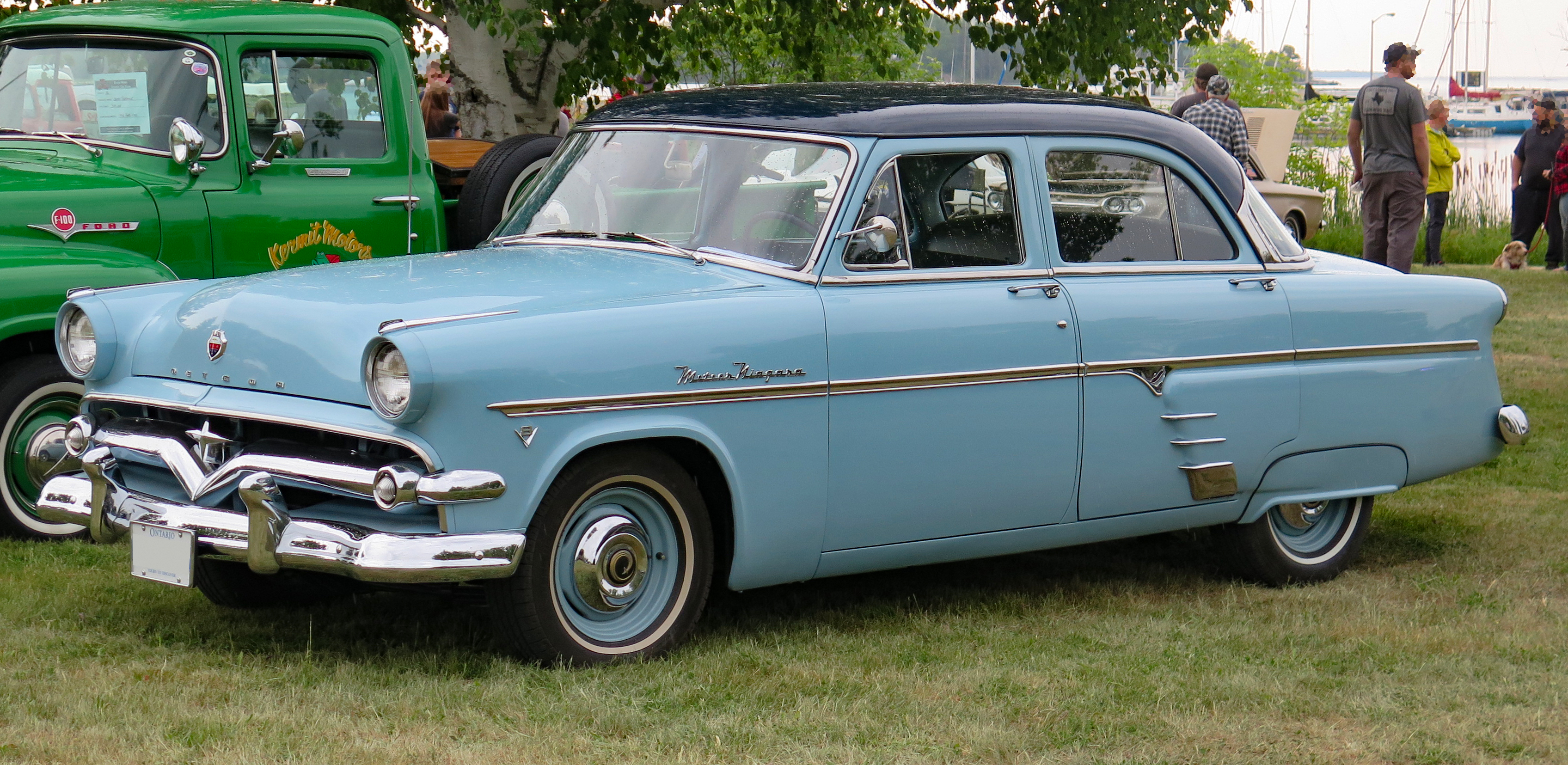
Berline Niagara de 1954.
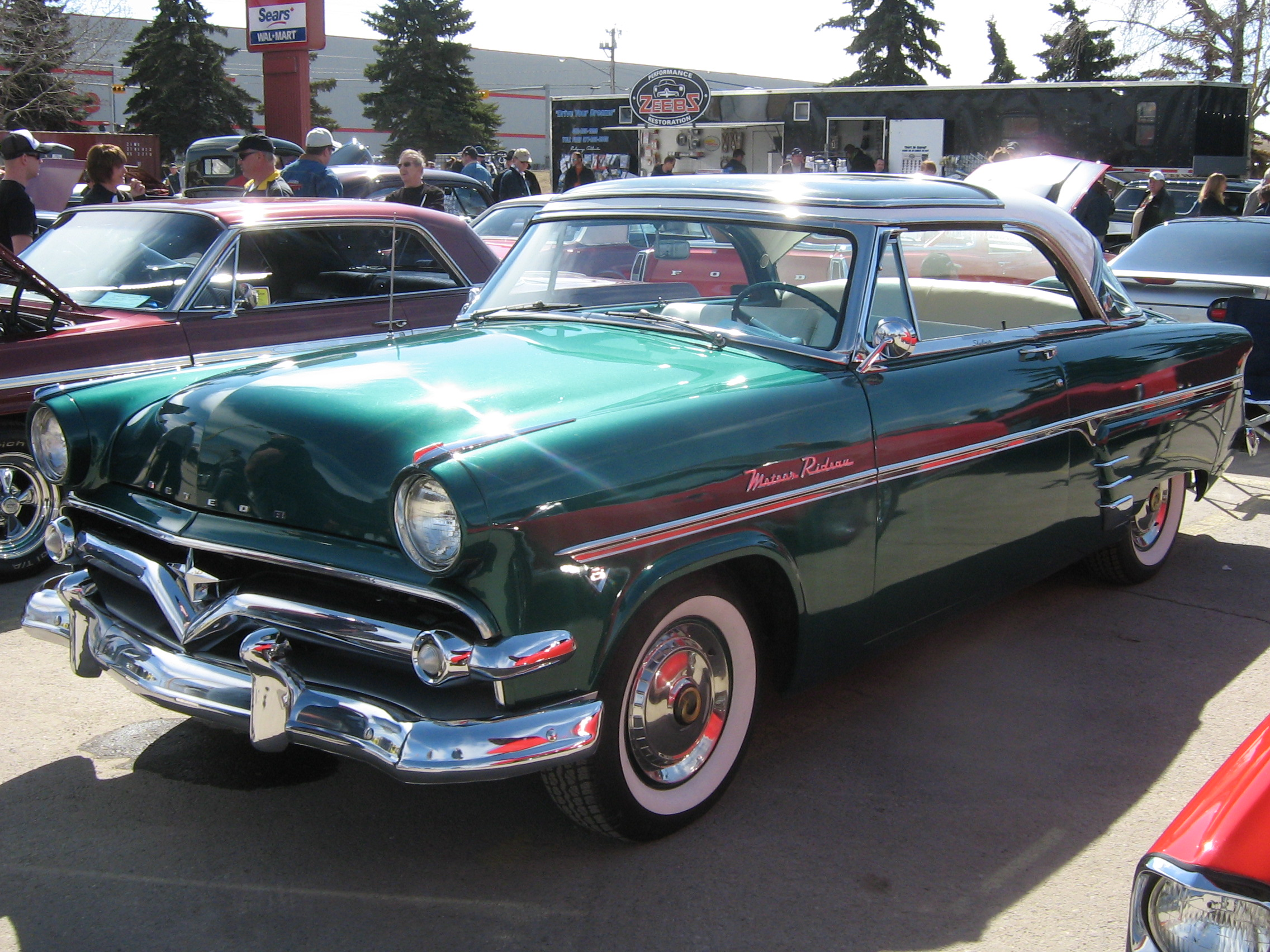
Modèle Rideau Skyliner.
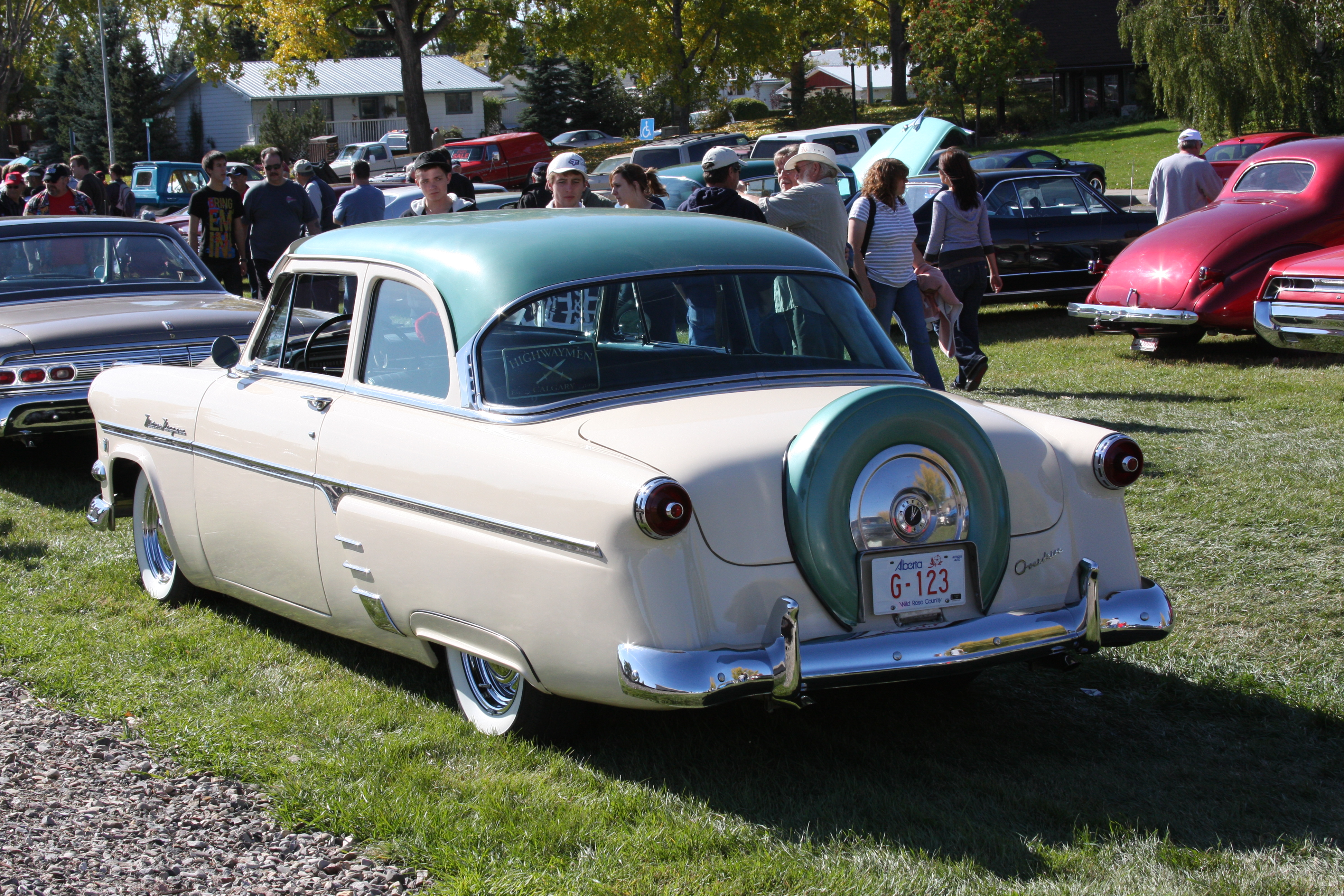
Vue arrière d'une berline Niagara modifiée avec une roue de secours en kit Continental.

### 1955-1956
Un an après les États-Unis, le moteur à soupapes latérales des Meteor et Ford canadiennes est remplacé par le nouveau « Y-Block » à soupapes en tête, adoptant d'emblée la version de 272 po3 (4 457 cm3) avec une puissance de 175 chevaux impériaux grâce à un carburateur à quatre vaisseaux (162 pour les Meteor bas de gamme équipées d'une version à double corps) ; une version à la puissance de 182 hp grâce à une augmentation du taux de compression est disponible en option. Les nouvelles carrosseries dont le châssis conserve l'empattement du modèle 1954 se caractérisent par leurs pare-brises panoramiques à montants verticaux et leurs flancs parcourus d'un motif chromé sur les versions de milieu et haut de gamme. Par rapport aux Ford de 1955 et 1956, le motif chromé des Meteor est en forme d'éclair et non de V ; ce Z séparant les zones de couleur sur les automobiles polychromes sera repris sur les Mercury de 1956 et la Ford Taunus P2 produite en Allemagne de 1957 à 1960. Témoignant d'une volonté de monter en gamme par rapport aux Ford correspondantes, une teinte tricolore est proposée de sur les Meteor Rideau et en option sur les Niagara. Le flash (zone comprise dans le remplissage de l'éclair est peint dans une couleur différente) du reste de la carrosserie, laquelle porte une ou deux couleurs,. Le tableau de bord est une adaptation de celui de Ford.
La calandre concave du modèle 1955 est surmontée d'une barre qui descend en son centre par une section en V là où se trouve l'étoile. En 1956, une grille simple est positionnée derrière une large barre en V courbé tandis que les bras latéraux de l'étoile occupent toute la largeur du capot. Au sommet de ce dernier, un avion supersonique stylisé remplace celui, plus petit, apparu en 1955. Le jonc du modèle Rideau de 1956 reprend l'aspect nervuré des Ford Fairlane correspondantes. En 1956, le moteur à six cylindres en ligne de 223 pouces cubes (3 654,32 cm3) et 137 hp est pour la première fois disponible au Canada ; en plus de celui de 272 po3, deux autres versions du V8 sont disponibles en option : celui de 292 pouces cubes (4 785,02 cm3) et celui de 312 pouces cubes (5 112,76 cm3) dont la puissance respective est de 200 et 245 hp.
La gamme des Meteor, Niagara et Rideau comprend une quinzaine de versions différentes. La plupart des modèles du catalogue de Ford aux États-Unis sont représentés sauf les wagons Country Squire et Parklane. En revanche, l'ensemble des coupés Crown Victoria et des Victoria deux et quatre portes sont proposés,.

modèle 1955
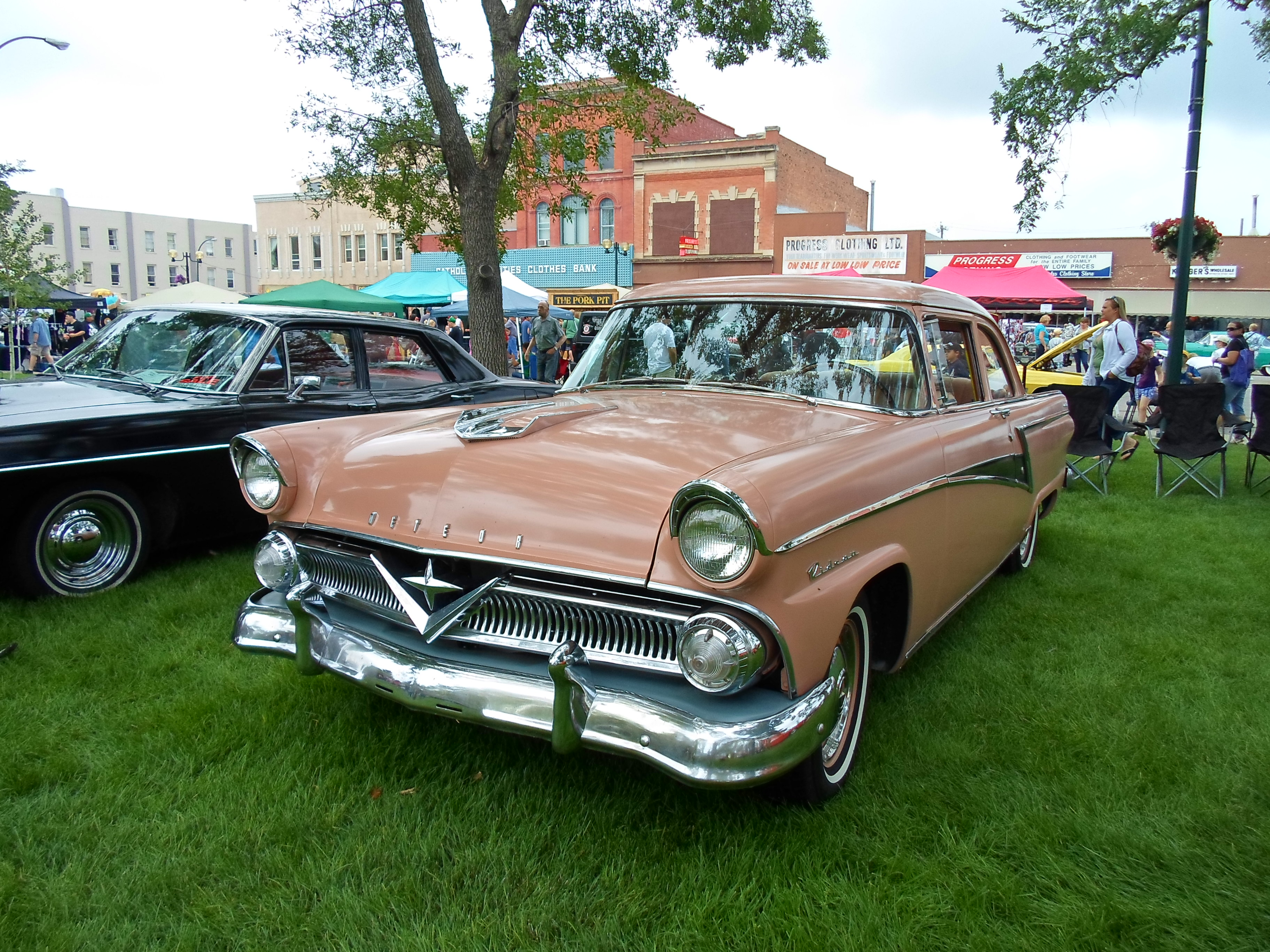
Berline Rideau (1955).
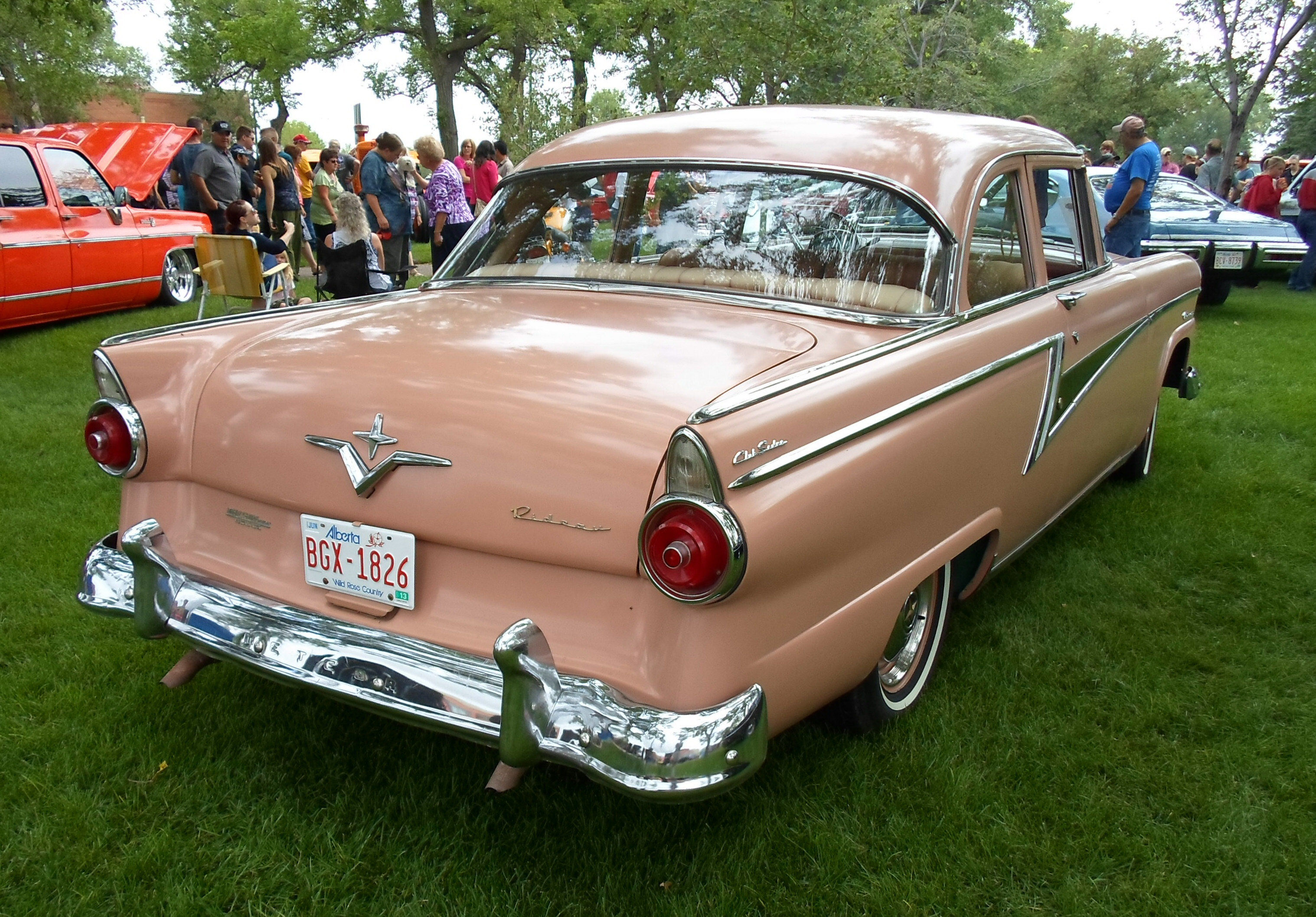
Berline Rideau (1955).
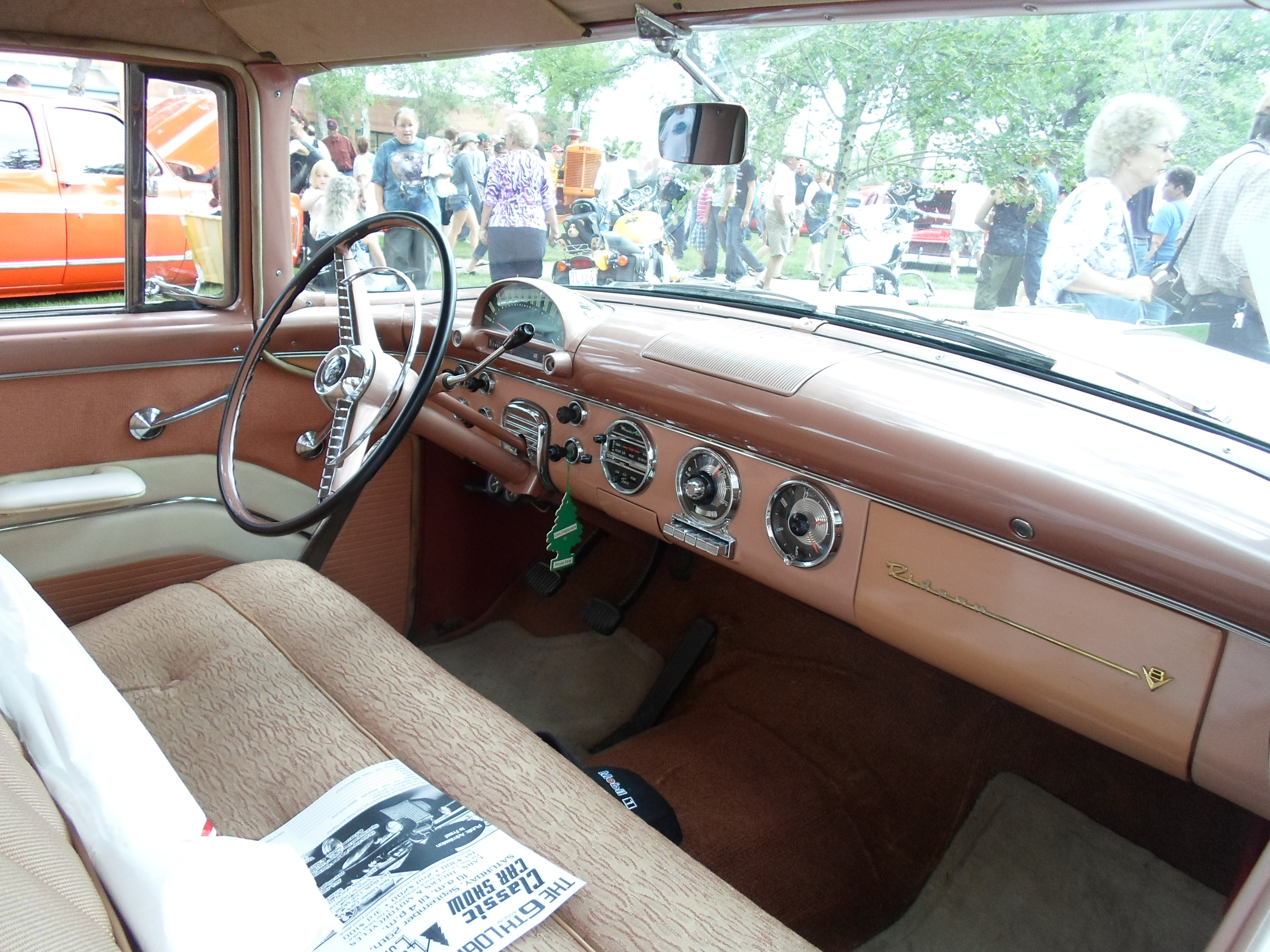
Berline Rideau (1955).
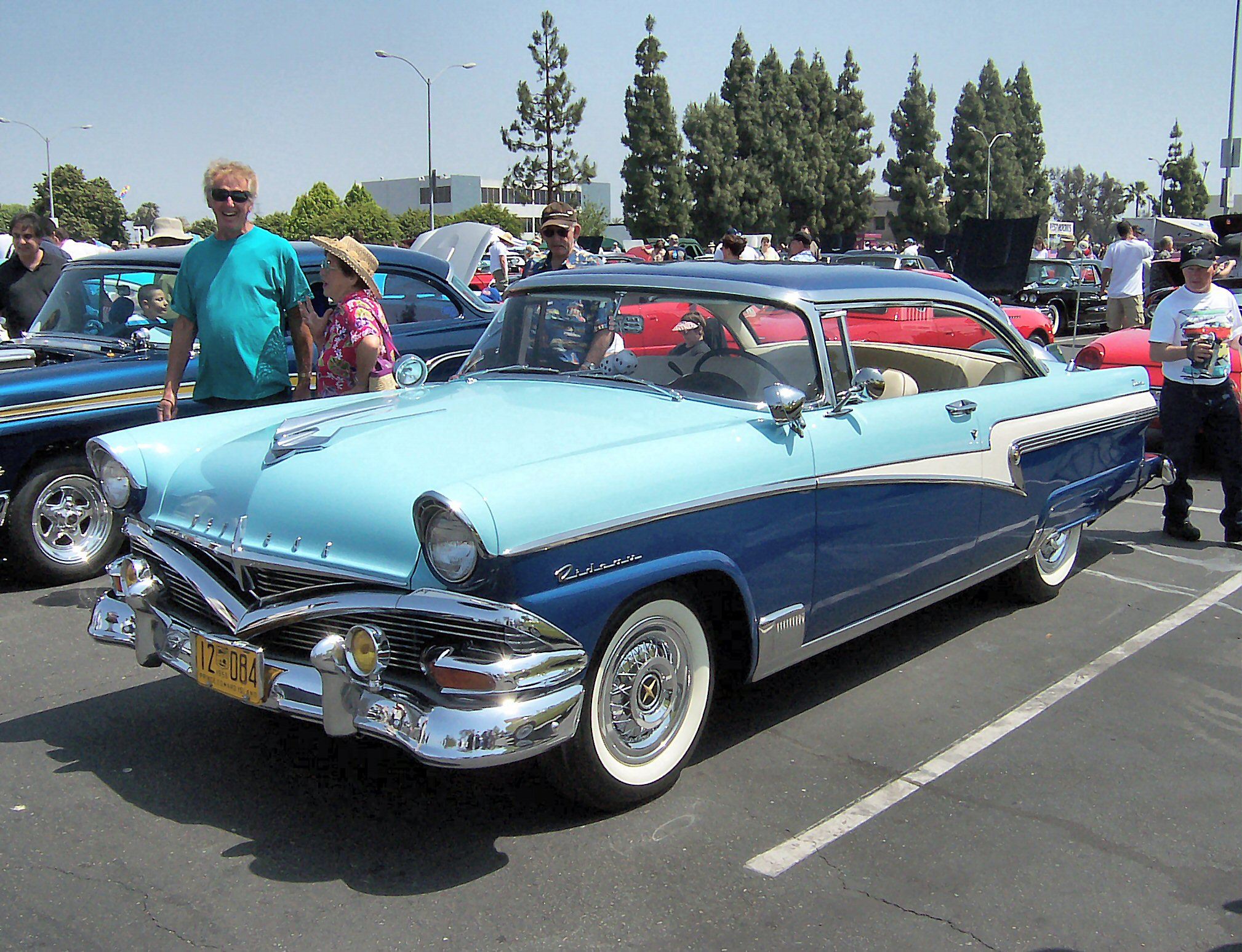
Coupé Rideau Victoria (1956).
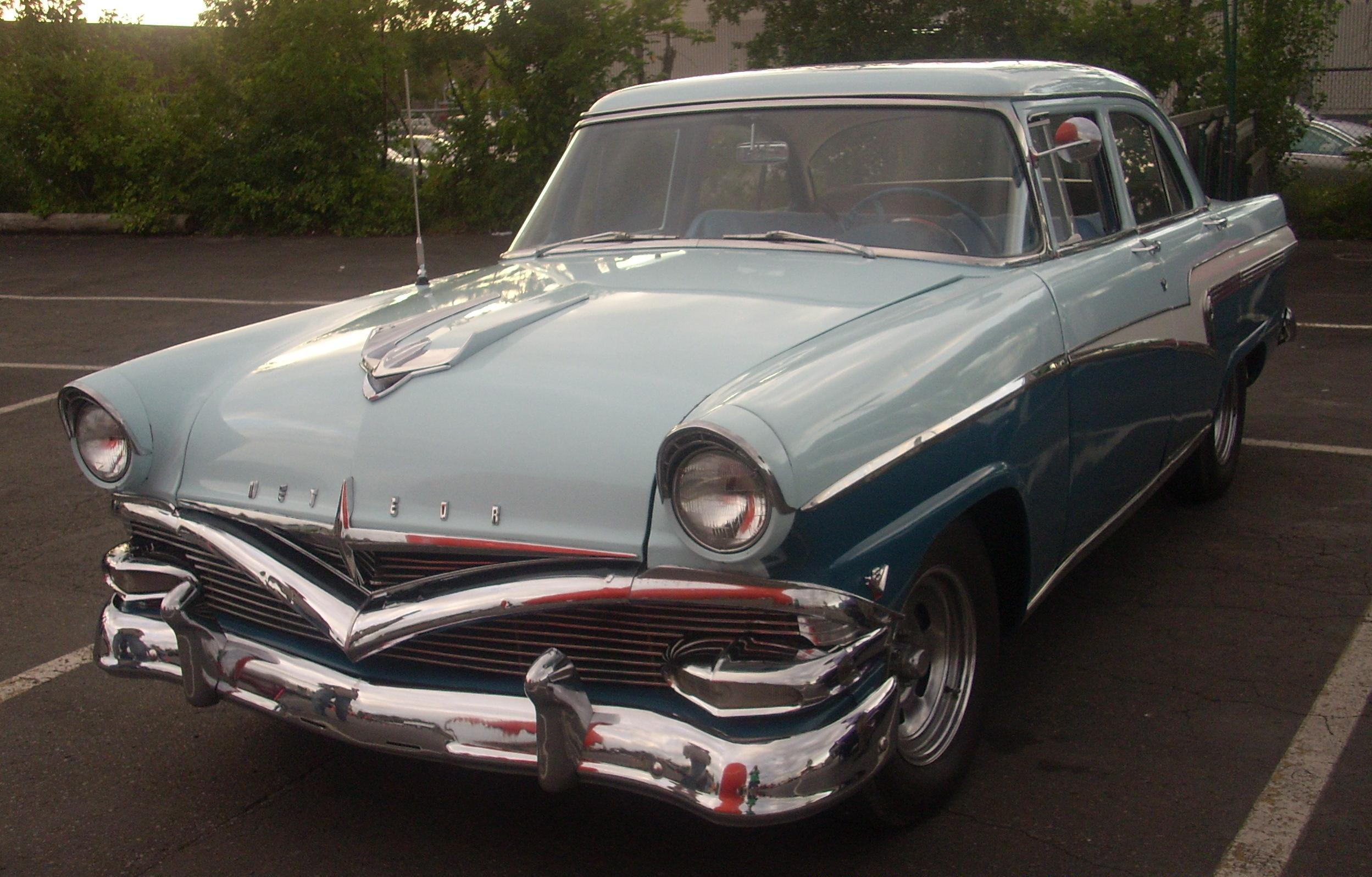
Berline Rideau quatre portes (1956).
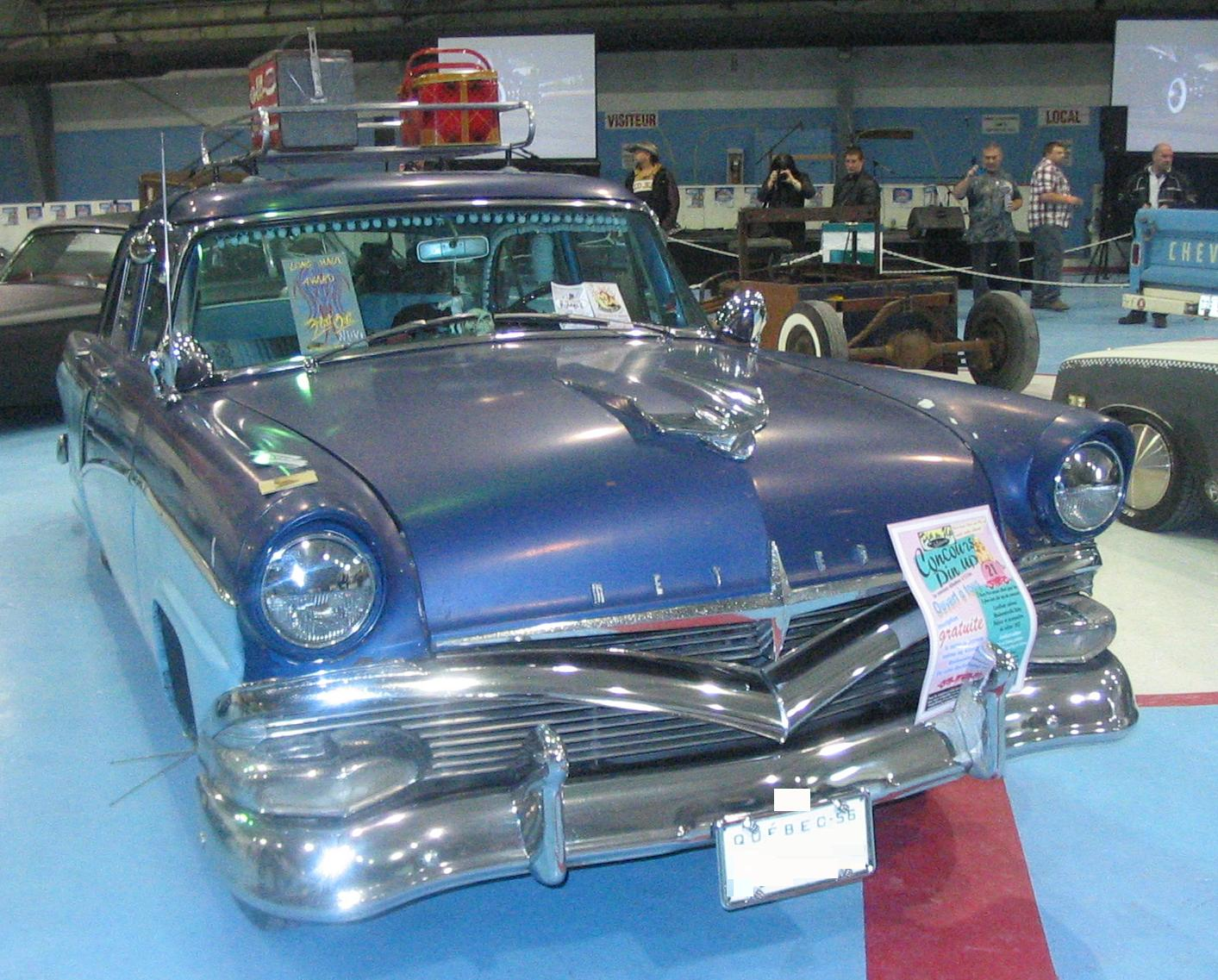
Berline Niagara (1956).
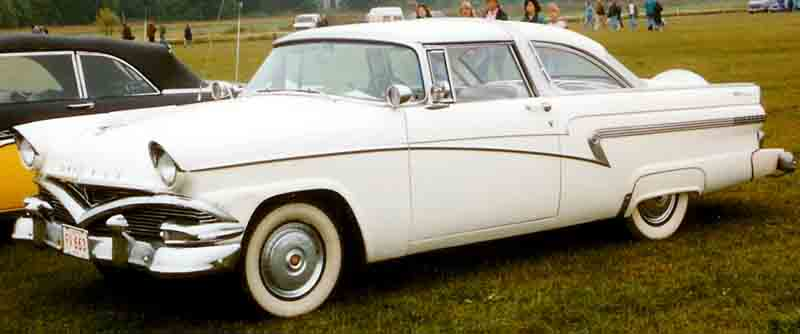
Rideau Crown Victoria (1956).

### 1960-1961
L'apparition aux USA et au Canada de la Ford Falcon, présentée comme une compacte pose la question de l'intégration au réseau Mercury-Meteor. La décision est prise de ne pas la commercialiser comme une Meteor mais sous une nouvelle marque canadienne nommée Frontenac. Rencontrant un franc succès, la marque disparaît toutefois dès 1961 en raison de la décision aux États-Unis de commercialiser un dérivé de Falcon dans les réseaux Mercury sous le nom de Comet (Mercury Comet à partir de 1961).
Cette situation laisse en 1961 la marque Meteor occuper le seul segment des automobiles full-size, celui des camions et voitures compactes du circuit Mercury étant laissé à cette dernière marque en contradiction avec son positionnement officiel plus haut de gamme.

### Noms de modèles
378 463 automobiles ont été construites entre les années modèles 1949 à 1961, en utilisant les noms suivants :
- De Luxe / Deluxe (1949-1950)
- Custom (1949)
- Custom Deluxe (1950-1951)
- Custom Deluxe Victoria (coupé hardtop sans montant B ; 1951)
- Mainline (1952-1953)
- Customline (1952-1953)
- Customline Victoria (coupé hardtop ; 1952)
- Sedan Delivery (1953-1961)[20] (Mainline pour 1952 [31] )
- Crestline Victoria (coupé hardtop ; 1953)
- Meteor (sans appellation ; 1954-1961)
- Niagara / Niagara 300 (1954-1959)
- Rideau / Rideau 500 (1954-1961)
- Rideau Skyliner (coupé hardtop avec toit en plexiglas ; 1954)
- Rideau Victoria (coupé hardtop ; 1954)
- Rideau Crown Victoria (1955)
- Ranchero (1957-1959)
- Montcalm (1958-1961)
- Country Sedan (wagons) [32]
- Ranch Wagon (wagons) [33]

Absent notoire, le modèle Country Squire, familiale de luxe à la carrosserie recouverte de bois (ou imitation bois). Les seuls fourgons (break) Woody sous bannière Meteor sont commercialisés en 1950-51 en tant que Custom Deluxe. Par la suite, les garages Mercury-Meteor commercialiseront seulement cette variante sous le label Mercury. A contrario, les coupés hardtop en finition haute et même les cabriolets font partie du catalogue Meteor. 
Le nom Meteor n'est plus utilisé comme marque propre dans les années modèles 1962 et 1963, remplacé par le modèle Mercury Meteor, basé sur la Ford Fairlane, qui est cette fois-ci commercialisé aussi aux USA.
La marque fait son retour en 1964 avec des automobiles basées sur les Mercury full-size plutôt que sur celles de Ford comme auparavant. Centrées sur le seul segment full-size, environ25 500 Meteor ont été construites entre 1964 et 1976, avec six modèles différents :
- Meteor (sans nom de modèle ; 1964)
- Custom (1964)
- Rideau / Rideau 500 (1965-1976)
- Montcalm (1965-1976)
- Montego (1967)
- LeMoyne (1968-1970)